# Émile Paganon
Émile Paganon (* 19. Juli 1916 in Thônes; † 25. Januar 2012 in Bourg-Saint-Maurice) war ein französischer Offizier a. D. der Chasseurs alpins und ehemaliger Militärpatrouillen-Läufer.
Er war unter anderem bei den Olympischen Winterspielen 1948 in St. Moritz Kapitän der französischen Mannschaft beim Vorführbewerb Militärpatrouillenlauf, die den fünften Platz erzielte.
Paganon hatte mit seiner Frau Herminie bereits einen gemeinsamen Sohn und lebte im Vercors, als er während des Zweiten Weltkriegs im Dienstgrad Sergent Chef von 1941 bis 1943 als Führer eines Skiaufklärer-Zuges im 6e Bataillon de chasseurs alpins in Gresse eingesetzt war. Im Januar 1943 verstarb der gemeinsame Sohn. In den folgenden Kriegsjahren war er als Leutnant in der 3. Kompanie des 7e Bataillon de chasseurs alpins in Savoyen eingesetzt. Paganon lebte die letzten Jahre in einem Altenheim in Bourg-Saint-Maurice wo er 2012 starb.